# Серхіо Араухо
Серхіо Араухо (ісп. Sergio Araujo; нар. 28 січня 1992, Буенос-Айрес) — аргентинський футболіст, нападник клубу АЕК (Афіни).
Виступав, зокрема, за клуби «Бока Хуніорс» і «Лас-Пальмас», а також молодіжну збірну Аргентини.

## Клубна кар'єра
Народився 28 січня 1992 року в місті Буенос-Айрес. Вихованець футбольної школи клубу «Бока Хуніорс». 14 грудня 2009 року в матчі з «Банфілдом» він дебютував за клуб. Свій перший гол забив 21 листопада 2010 року в матчі з «Арсеналом».
У сезоні 2011/12 форвард став частіше з'являтися на полі і своєю грою звернув на себе увагу двох іспанських суперклубів — «Барселони» та «Реала». 19 липня 2012 року «Барселона» взяла гравця в оренду з опцією викупу строком на два сезони. Протягом сезону 2012/13 виступав за дублюючу команду, провівши 34 матчі у Сегунді, проте за першу команду не зіграв жодного матчу і каталонський клуб не став викупати контракт гравця. Після цього також на правах оренди грав за «Тігре».
19 липня 2014 року Араухо повернувся до Іспанії, приєднавшись на правах оренди до «Лас-Пальмаса», якому в першому ж сезоні допоміг вийти в Ла Лігу, після чого підписав з командою повноцінний контракт.
24 січня 2017 року на правах оренди перейшов у грецький АЕК. Наприкінці сезону він повернувся в «Лас-Пальмас», але 30 серпня 2017 року знову був відданий в АЕК на правах оренди ще на один сезон.
Згодом протягом 2018—2019 років грав за «Лас-Пальмас», після чого першу половину 2020 року знову був орендований АЕКом.

## Виступи за збірні
2009 року дебютував у складі юнацької збірної Аргентини. Виступав за неї на чемпіонаті Південної Америки (U-17) 2009 року, забивши три голи за п'ять матчів і допоміг своїй команді стати фіналістом турніру та кваліфікуватись на юнацький чемпіонату світу з футболу (U-17). На цьому турнірі, що пройшов у Нігерії, Араухо забив гол у матчі-відкритті турніру проти Гондурасу (1:0), а потім і у в другій грі групи проти Німеччини (2:1). В підсумку Аргентина вийшла в плей-оф, де Араухо знову забив гол, цього разу в ворота Колумбії, зробивши рахунок 2:0. Однак Колумбія в кінцевому підсумку перемогла в грі 3:2 і аргентинці змушені були покинути турнір.
2011 року залучався до складу молодіжної збірної Аргентини. Також представляв збірну Аргентини U-23 на Панамериканських іграх 2011 року в Гвадалахарі, Мексика. Він забив в матчі-відкриття з Бразилією (1:1), але був вилучений на 85-й хвилині. В підсумку Аргентина досягла фіналу, де вони програли 1:0 господарям з Мексики.

## Титули і досягнення
- Срібний призер Панамериканських ігор: 2011
- Чемпіон Аргентини: 2011 (Апертура)
- Чемпіон Греції (2):

АЕК: 2017-18, 2022-23
- Володар кубка Греції (1):

АЕК: 2022-23